# Платти, Джованни
Джованни Бенедетто Платти (итал. Giovanni Benedetto Platti; 9 июля 1697, Падуя, — 11 января 1763, Вюрцбург) — итальянский композитор, тенор и виртуоз эпохи барокко.

## Биография
О раннем периоде жизни композитора и о том, где он получил музыкальное образование, практически ничего не известно. Сомнения вызывает даже дата его рождения. Вероятно, отцом его был Карло Платти, игравший на альте в венецианском Соборе Святого Марка. Сохранились также сведения о том, что в 1711 и в 1715 годах некий Джованни Платти состоял в цехе музыкантов.
В 1722 году Платти был в числе итальянских музыкантов, приглашённых в Вюрцбург архиепископом Иоганном Филиппом Францем фон Шёнборном. Именно при дворе началась его карьера исполнителя-виртуоза и композитора. Вероятно, он оставался придворным музыкантом по меньшей мере до 1761 года. Основным инструментом Платти был гобой, однако он также играл на скрипке, виолончели и клавесине, а кроме того, был тенором и учителем пения.
В Вюрцбурге Платти провёл около 40 лет. В 1723 году он женился на придворной певице Марии Терезии Ламбрукер (1705—1752); в этом браке родилось десять детей. Благодаря сохранившейся записи в придворном календаре известно, что композитор скончался 11 января 1763 г.

## Творчество
В первую очередь Платти известен как композитор-инструменталист: в его наследие входят два сборника сонат для клавесина (op. 1 и 4; 1742 и 1745), шесть концертов для клавесина и струнных (op. 2; 1742), шесть сонат для флейты и виолончели (op. 3; 1743), а также ряд пьес для гобоя, клавесина, скрипки и виолончели. Как ни странно, для своего основного инструмента — гобоя — Платти написал лишь один концерт (возможно, остальные не сохранились).
Платти также сочинял духовную (шесть месс, Stabat Mater, реквием) и светскую вокальную музыку (в числе прочего ему принадлежит одна опера).
Хотя большая часть музыки Платти тесно связана с музыкальным стилем барокко, его последние сонаты, в которых ощущается влияние К. Ф. Э. Баха, позволяют считать его одним из предтеч классицизма.